# France 3 Limousin Poitou-Charentes
France 3 Limousin Poitou Charentes jest regionalną anteną kanału France 3. Obejmuje 2 regiony: Limousin i Poitou-Charentes. Siedziby znajdują się w Limoges i Poitiers.

Logo telewizji

Dawna nazwa nazywała się FR3 Limousin Poitou-Charentes i obowiązywała w latach 1975-1992.